# Juan de Quevedo Villegas
Juan de Quevedo Villegas OFMObs (ur. ok. 1450 w Vejorís, zm. 24 grudnia 1519 w Barcelonie) – hiszpański duchowny rzymskokatolicki, franiszkanin obserwanta, biskup Santa María de La Antigua del Darién. Pierwszy biskup posługujący w kontynentalnej Ameryce.

## Biografia
W 1513 Ferdynand Aragoński nominował go biskupem Santa María de La Antigua del Darién (utworzonej w tym samym roku pierwszej diecezji w kontynentalnej Ameryce), co zatwierdził 9 września 1513 papież Leon X. 29 stycznia 1514 przyjął sakrę biskupią z rąk arcybiskupa sewilskiego Diego de Deza OP.
12 kwietnia 1514 wraz z gubernatorem Pedro Ariasem de Ávilą oraz z kilkoma franciszkanami wypłynął do Ameryki. 30 czerwca 1514 statek dotarł do celu.
Na miejscu biskup i gubernator popadli w konflikt. Bp Quevedo Villegas oskarżał gubernatora o okrucieństwo wobec Indian oraz Europejczyków, których Arias de Ávila uważał za rywali (m.in. Vasco Núñez de Balboa, którego gubernator ściął). Arias de Ávila natomiast oskarżał biskupa o nadużycie zaufania, gromadzenie bogactwa i zaniedbywanie Indian.
W 1518 bp Quevedo Villegas powrócił do Hiszpanii, gdzie przedstawił królowi Karolowi V Habsburgowi dwa memoriały – jeden potępiający Ariasa de Ávilę oraz drugi, w którym zaproponował ograniczenie uprawnień wszystkich gubernatorów Nowego Świata, w celu ochrony Indian. Otrzymał wówczas poparcie od oficjalnego rzecznika praw Indian o. Bartolomé de Las Casasa OP. W relacji z pobytu w Ameryce potwierdził, że Indianie są ludźmi. Uważał, że aby prowadzić wśród nich ewangelizację, należy ich zebrać w nadzorowanych przez Europejczyków wsiach lub misjach.